# Quello che so sull'amore
Quello che so sull'amore (Playing for Keeps) è un film del 2012 diretto da Gabriele Muccino con un cast composto da Gerard Butler, Jessica Biel, Uma Thurman, Catherine Zeta-Jones, Judy Greer e Dennis Quaid.

## Trama
George Dryer è un ex calciatore professionista costretto al ritiro da un grave infortunio; anche il suo matrimonio con Stacie sta naufragando, dato che sua moglie convive già con un altro uomo.
Oltre alla sua ambizione di diventare un cronista sportivo in televisione, diventa anche allenatore della squadra di calcio del figlio, destando però le attenzioni delle madri dei piccoli giocatori; il suo obiettivo finale resta sempre quello di riuscire a riconquistare la stima del figlio e quella della moglie.

## Promozione
L'8 agosto 2012 sono stati diffusi in Rete il primo promo e alcune immagini della pellicola.

## Distribuzione
La pellicola è uscita nelle sale statunitensi il 7 dicembre 2012; nelle sale italiane è uscita il 10 gennaio 2013, distribuita da Medusa Film.

### Incassi
Il film si rivelò un flop: incassò 27,8 milioni di dollari su un budget di 35 milioni di dollari.

## Critica
La pellicola ha ricevuto molte critiche negative negli Stati Uniti: su Rotten Tomatoes ha una percentuale del 5% di critiche positive; ha inoltre fruttato, ai Razzie Awards 2012, una candidatura come Peggior attrice non protagonista a Jessica Biel.